# Cristian David

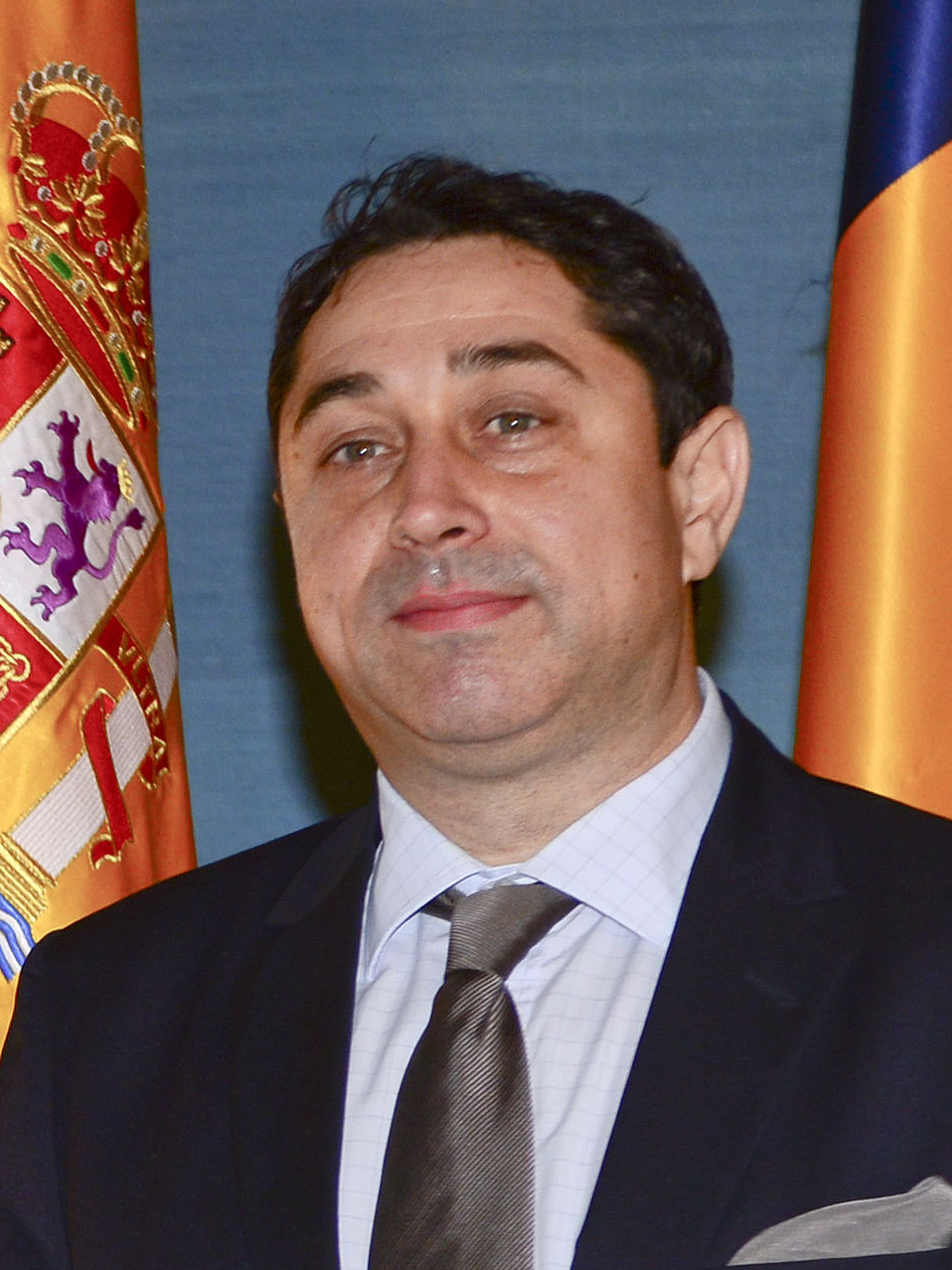
Cristian David (2012)

Cristian David (Geburtsname und Name bis 2001: Troaca; * 26. Dezember 1967 in Bukarest) ist ein rumänischer Politiker der Partidul Național Liberal (PNL), der unter anderem Mitglied des Senats sowie zwischen 2007 und 2008 Minister für Inneres und Verwaltungsreform war.

## Leben
Cristian David arbeitete nach dem Besuch des „Constantin Alexandru Rosetti“-Gymnasiums in Bukarest zwischen 1986 und 1990 beim Bukarester Montageunternehmen für chemische Ausrüstungen TMUCB (Trustul de Montaj Utilaj Chimic București), bei dem er zuletzt von 1990 bis 1991 im Entwicklungszentrum tätig war. Er absolvierte ein Studium an der Fakultät für Statistik, Kybernetik und Informatik an der Wirtschaftsakademie Bukarest ASE (cademia de Studii Economice din Bucureșt), welches er 1997 beendete. Daneben begann er sein politisches Engagement für die Nationalliberale Partei PNL (Partidul Național Liberal) und war zwischen 1990 und 1993 Koordinator der Nationalliberalen Universitätsjugendorganisation sowie von 1990 bis 1992 Berater der Friedrich-Naumann-Stiftung. Ferner fungierte er von 1991 bis 1993 als Mitglied des Zentralen Ständigen Büros der PNL und zudem zwischen 1992 und 1993 als Berater der konservativen Denkfabrik Free Congress Foundation. Des Weiteren arbeitete er zwischen 1992 und 1994 als Direktor von Van Soestbergen Import Export SRL und von 1995 bis 1996 als Leiter des internationalen Import-Export-Teams.
Nachdem Cristian David von 1993 bis 1997 als Generalsekretär der Nationalliberalen Jugendorganisation fungierte, übernahm er zwischen 1997 und 2004 die Funktion als Direktor der Abteilung für Außenbeziehungen der PNL und arbeitete zudem von 1997 bis 1998 als Berater des Ministers für Jugend und Sport Crin Antonescu von der PNL und war ferner Mitglied des Büros des Zwischenstaatlichen Ausschusses für Jugendpolitik beim Europarat sowie zwischen 1997 und 2000 Mitglied der Rumänischen Vereinigung für Freiheit und Entwicklung ARLD (Asociaţei Române pentru Libertate şi Dezvoltare). Ferner war er zwischen 1999 und 2004 als Direktor des Unternehmens Team International Consult SRL tätig und lehrte zudem von 2001 bis 2004 als außerordentlicher Dozent an der Abteilung für Statistik und Wirtschaftsprognose der ASE. Er war ferner zwischen 2002 und 2004 Mitglied der Delegation der nationalen Vertreter der PNL und gehörte von 2003 bis 2004 dem Wahlausschuss der Europäischen Liberalen, Demokratischen und Reformpartei (ELDR) für den Wahlkampf zur Europawahl 2004 als Mitglied. Er absolvierte des Weiteren 2004 ein postgraduales Studium an der Nationalen Verteidigungshochschule (Colegiul Național de Apărare).
Bei der Parlamentswahl am 28. November 2004 wurde Cristian David für die PNL im Wahlkreis „Nr. 39 Vaslui“ erstmals zum Mitglied des Senats (Senatul gewählt und gehörte diesem nach seiner Wiederwahl bei der Parlamentswahl am 30. November 2008 bis zum 18. Dezember 2012 an. Am 29. Dezember 2004 übernahm er im Kabinett Tăriceanu I den Posten als Delegierter Minister für die Kontrolle der Umsetzung von Programmen mit internationaler Finanzierung und die Überwachung der Anwendung des gemeinschaftlichen Besitzstands (Ministru delegat pentru controlul implementării programelor cu finanțare internațională și urmărirea aplicării aquis-ului comunitar) und bekleidete diesen bis zum 5. April 2007. Innerhalb der PNL engagierte sich darüber hinaus zwischen 2004 und 2005 als Präsident der Kommission für Außenpolitik der PNL sowie von 2005 bis 2006 als Mitglied des Zentralen Ständigen Büros der PNL. 2006 schloss er an der ASE seine Promotion zum Doktor der Wirtschaftswissenschaften mit der Dissertation „Analiza statistică a eforturilor și efectelor aderării României la Uniunea Europeană“ ab, in der er sich mit einer statistischen Analyse der Anstrengungen und Auswirkungen des Beitritts Rumäniens zur Europäischen Union befasste. 2006 gehörte er zu den Gründungsmitgliedern des Instituts für Liberale Studien (Institutul de Studii Liberale).
Im Kabinett Tăriceanu II fungierte David zwischen dem 5. April 2007 und dem 22. Dezember 2008 als Minister für Inneres und Verwaltungsreform (Ministrul internelor și reformei administrative). Im Oktober 2008 wurde ein Kauf mit öffentlichen Geldern des Ministeriums für Inneres und Verwaltungsreform bekannt, bei dem Dacia-Logan-Fahrzeuge zu Preisen von 45.000 Euro erworben wurden, Preise, die, wenn man die damit verbundenen Leasinggebühren hinzurechnet, ca. 70.000 Euro erreichen. Daraufhin forderte die oppositionelle Liberaldemokratische Partei PDL (Partidul Democrat Liberal) den Minister zum Rücktritt auf. Er trat nicht zurück, sondern beantragte – und erhielt vom Ministerpräsident – die Entlassung des Polizeichefs, Quästor Gheorghe Popa. In der Presse führte Davids Verbleib im Amt zu Vorwürfen, Popa sei nur ein Sündenbock und der Minister habe sich somit der Verantwortung für die Angelegenheit entzogen und sie auf die Schultern des Polizeichefs abgewälzt.
Nach seinem Ausscheiden aus der Regierung wurde er am 29. Juni 2009 Sekretär des Gemeinsamen Sonderausschusses der Abgeordnetenkammer und des Senats zur Ausarbeitung des Gesetzespakets zur nationalen Sicherheit sowie am 12. Dezember 2011 Mitglied der Gemeinsamen Kommission für europäische Integration zwischen dem Parlament Rumäniens und dem Parlament der Republik Moldau. Darüber hinaus fungierte er vom 4. Februar bis zum 18. Dezember 2012 als Vorsitzender des Senatsausschusses für Verteidigung, öffentliche Ordnung und nationale Sicherheit (Comisia pentru apărare, ordine publică şi siguranţă naţională). Drei Tage später wurde Cristian David am 21. Dezember 2012 in das Kabinett Ponta II berufen und bekleidete in diesem bis zu seiner kommissarischen Ablösung durch Titus Corlăţean am 5. März 2014 das Amt als Beigeordneter Minister für Rumänen im Ausland (Ministrul delegat pentru românii de pretutindeni). In dieser Funktion erklärte er im Dezember 2013, dass zwischen 6 und 8 Millionen Rumänen außerhalb der rumänischen Grenzen leben. Die Zahl in Westeuropa schwanke zwischen 2,7 und 3,5 Millionen Rumänen.
Cristian David wurde am 16. Juli 2015 wegen der „Dacia Logan“-Affäre vor Gericht gestellt. Er wurde von den Richtern des Obersten Gerichtshofs zu fünf Jahren Gefängnis mit Vollstreckung verurteilt. Die Richter entschieden zudem, den Betrag von 500.000 Euro einzuziehen. Nachdem Abhörmaßnahmen des Informationsdienstes SRI (Serviciul român de informații) bei den Ermittlungen jedoch als Beweismittel aus der Akte entfernt worden waren, wurde Cristian David im Berufungsverfahren von allen Anklagepunkten freigesprochen.
David ließ sich von seiner ersten Frau scheiden. Am 11. November 2005 heiratete er in Wien zum zweiten Ehe die Modedesignerin und Notarin Vanda Vlasov, die Zwillingsschwester der Modedesignerin Ingrid Vlasov und Tochter von Mihail Vlasov, einem umstrittenen Anwalt aus Iași, der er auch Präsident der Handelskammer von Iași ist.

## Veröffentlichungen
- Comparații internaționale prin metode statistice, ASE, 2004
- Sistemul informațional statistic și calitatea datelor și Metoda optimizării canonice, in: Conferinței internaționale de informatică economică, Ediția 7, Bukarest, 2005
- Managementul strategic în statistică – lucrare prezentată la Simpozionul international organizat de EUROSTAT și AELS în Serbia-Muntenegru, in: Revista Română de Statistică, Nr. 6/2005
- Dinamica legislației europene. Legea cadru a statisticii la nivel European, in: Revista Româna de Statistică,  Nr. 1/2006
- Analiza statistică a eforturilor și efectelor aderării României la Uniunea Europeană, Dissertation, ASE Bukarest, 2006